# Sings in Italian for You
Albums de Dalida
Il faut du temps
(1972) Julien...
(1973)
Sings in Italian for You est le titre d'un album de compilation de Dalida sorti en 1973. 
Il est composé d'une partie des enregistrements italiens de chansons issues de la période 1970 - 1973 qui n'étaient pas parues en France (à l'exception du 45 tours Mamy blue). Les nouveautés de ce 33 tours sont Lei, lei (adaptation du tube de Marie Laforêt, Viens, viens, lui-même étant une reprise du titre de Simon Butterfly, Rain Rain Rain) et Sei solo un uomo in più (dont la version française sortira au cours de l'année sur l'album suivant).

## Face A
- Lei, lei (Rain Rain Rain)
- Credo nell'amore (Les choses de l'amour)
- Col tempo (Avec le temps)
- Cammina, cammina (Mamina)
- L'amore mio per te (La rose que j'aimais, Hold on to what you've got)
- Lady d'arbanville

## Face B
- Sei solo un uomo in piu (Rien qu'un homme de plus)
- La colpa e'tua
- Mamy blue
- Per non vivere soli (Pour ne pas vivre seul)
- Non e più la mia canzone (What have they done to my song, ma)
- Prigionera (Comment faire pour oublier, Stop! I don't wanna hear it anymore)

## Singles

### Italie
- Non e più la mia canzone / Lady d'arbanville (1970)
- La colpa e'tua / L'amore mio per te (1971)
- Mamy Blue / Prigionera (1971)
- Cammina, cammina / Credo nell'amore (1972)
- Sei solo un uomo in piu / Lei, lei (1973)

### France
- Mamy blue / La colpa e'tua (1971)